# Колледж всех душ
Колледж всех душ (англ. All Souls College, /ˈɔ:l səʋls ’kɒlɪdʒ/) — официальное название Староста и колледж душ всех праведных людей, усопших в Оксфордском университете (англ. The Warden and the College of the Souls of all Faithful People deceased in the University of Oxford) — колледж Оксфордского университета. Особенностью учебного заведения является то, что все его студенты автоматически становятся полноправными членами управляющего органа колледжа.
Здесь нет бакалавриата, но ежегодно выпускникам других колледжей предоставляется возможность подать заявление в экспертную комиссию на соискание стипендии, для чего необходимо выдержать конкурсный экзамен в виде письменных тестов и собеседования.
Колледж всех душ является одним из самых богатых колледжей в Оксфорде. В 2012 году его финансовые ресурсы составили 245 000 000 фунтов стерлингов. Поскольку единственным источником дохода учебного заведения являются пожертвования, он занимает только 19-е место относительно общего дохода среди колледжей Оксфорда.
Колледж всех душ находится на улице Хай-стрит (Главная улица), на её северной стороне. На западе он примыкает к площади Рэдклиффа. На востоке от него находится Колледж королевы, на севере — Хэртфорд-колледж. В 2012 году колледж выпустил 8 студентов. С 2008 года старостой (главой учебного заведения) является сэр Джон Виккерс.

## История
Колледж был основан 10 февраля 1438 года королём Генрихом VI и архиепископом Кентерберийским Генри Чичели. Устав предусматривал наличие в учебном заведении старосты во главе сорока учеников. Все выпускники колледжа должны были принимать духовный сан. 24 из них изучали искусство, философию и богословие, 16 — гражданское или каноническое право.
В 1751 году, согласно завещанию сэра Кристофера Кодрингтона, бывшего губернатора Подветренных островов, в колледже была построена библиотека, впоследствии названная его именем.
В начале XVII века при старосте Роберте Ховендене в колледже был открыт бакалавриат для выходцев из неблагородных сословий, который был упразднён уже в XIX веке.

## Здания

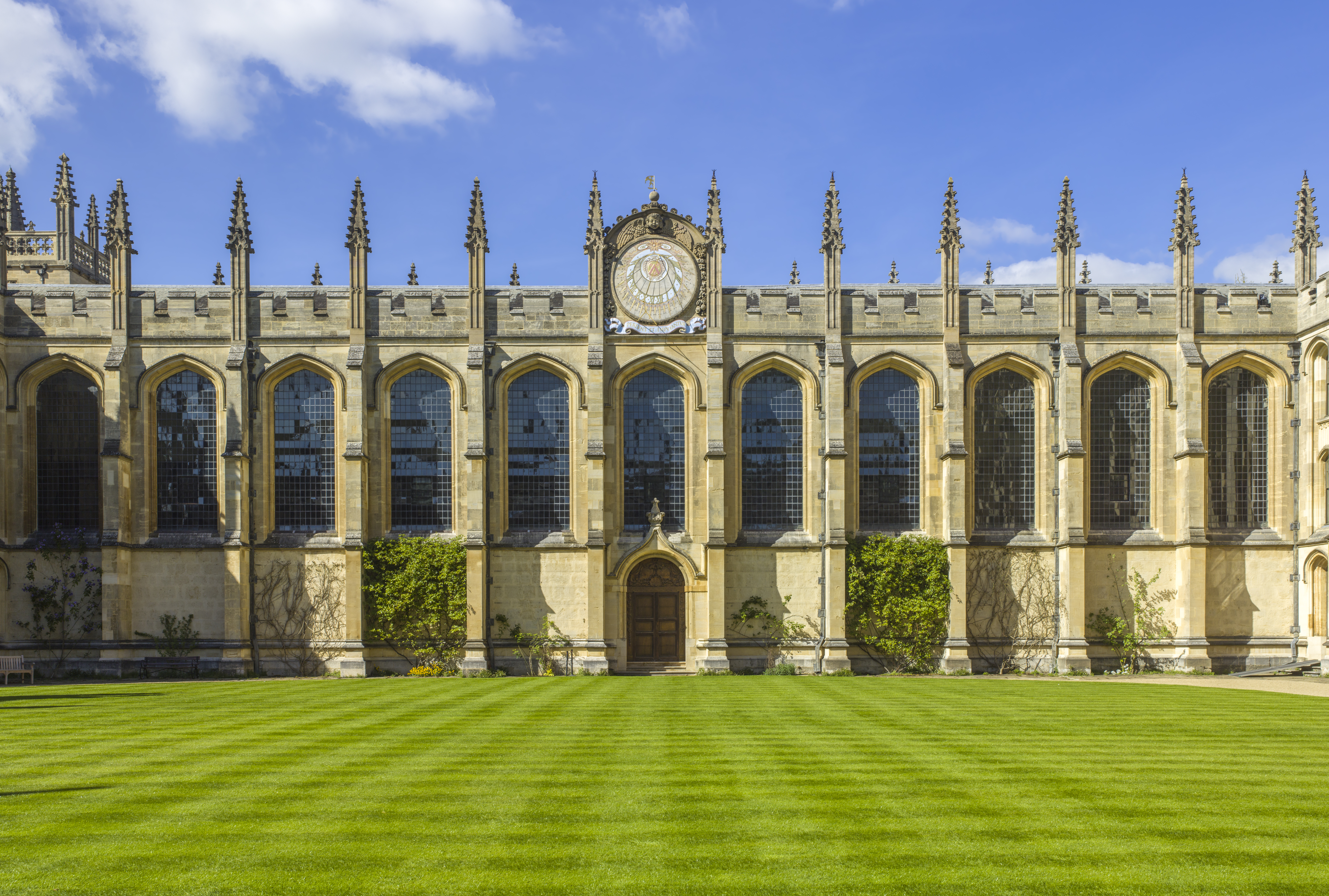
Библиотека Кодрингтона

Библиотека колледжа Всех Душ носит официальное название библиотеки Кодрингтона, по имени её основателя, Кристофера Кодрингтона (1668—1710), члена колледжа. Он завещал учебному заведению книги на сумму в 6000 фунтов стерлингов и отдельно 10 000 фунтов стерлингов. Библиотека была построена и обустроена на эти средства. Кристофер Кодрингтон родился на Барбадосе и заработал состояние используя труд рабов на плантациях. Строительство книгохранилища было завершено в 1751 году. Действует до сих пор. Современная библиотека включает в себя более 185 000 единиц хранения, около трети из которых были опубликованы до 1800 года. В собрании особенно хорошо представлены сочинения из области права и истории (особенно военно-исторические сочинения).
Часовня колледжа была построена между 1438 и 1442 годами. Одной из обязанностей всех членов учебного заведения было то, что все они должны были молиться о душах в Чистилище, особенно о душах людей убитых во Франции во время Столетней войны. Часовня имела алтарь, трансепты, но без нефа, а также 42 резных деревянных сидения, выполненные Ричардом Тиллоком. Её архитектура оставалась практически неизменной до времени протектората. Оксфорд будучи оплотом роялистов сильно пострадал во время нападения пуритан. В середине XIX века часовня была реконструирована и приобрела черты  викторианской архитектуры.
Кристофер Рен, также бывшей членом колледжа, создал солнечные часы, которые первоначально размещались на южной стене часовни, откуда в 1877 году их перенесли в нишу над центральным входом в библиотеку Кодрингтона. Одной из достопримечательностей часовни является «Королевское Окно» — большой витраж середины XV века на западной стене. Вначале он находился в Старой Библиотеке колледжа Всех Душ. На нём изображены император Константин, король Артур, короли — святой Этельберт, святой Освальд, святой Альфред Великий, святой Эдмунд Мученик, Этельстан, святой Эдгар Миролюбивый, святой Эдуард Мученик, святой Эдуард Исповедник, Генрих IV Болингброк, Генрих V и Генрих VI. Своеобразной визитной карточкой колледжа являются двойные башни архитектора Николаса Хоуксмура.

## Традиции
Каждые 100 лет, как правило 14 января, студенты в чёрных галстуках и мантиях отправляются на «утиную охоту». Они совершают шествие вокруг колледжа с горящими факелами и пением «Песни дикой утки» во главе с «Господином Дикой уткой», которого несут в кресле. Шествие посвящено поискам легендарной дикой утки, по преданию взлетевшей при основании колледжа с того самого места, где он был после построен. Во время охоты перед «Господином Дикой уткой» идёт человек, несущий шест, к которому привязана кряква. Изначально это была живая птица (в 1901 году привязали чучело, а в 2001 году — деревянную скульптуру). Последний раз церемония проводилась в 2001 году. Следующая должна состоятся в 2101 году. Точное происхождение обычая не известно. Предположительная датировка относит его к 1632 году.

## Стипендия
Около 500 студентов Оксфордского университета, которые завершили бакалавриат с отличием и студентов из других вузов с аналогичными результатами в течение последующих трёх лет имеют право подать заявление в экспертную комиссию колледжа на присуждение семилетней стипендии. Из-за сложного экзамена решаются на это лишь несколько десятков. По итогам экзамена, как правило, зачисляются двое, иногда один, реже никто. Впервые экзамен был проведён в 1878 году (с 1979 года к нему допускаются женщины). Он проходит в течение двух дней в конце сентября, с заседанием двух экспертных комиссий по три часа ежедневно.
Два письменных теста выбираются самими кандидатами из предметов предложенных к сдаче. Это может быть антиковедение, английская литература, экономика, история, правоведение, философия и политология. Кандидаты, избравшие антиковедение, сдают экзамен в течение трёх дней. Два других письменных теста — на общие темы.
От четырех до шести финалистов приглашаются на собеседование, которое также является устным продолжением экзамена. Затем они приглашаются на ужин со всеми 75 членами колледжа. Ужин не является частью экзамена, но предназначен в качестве награды для тех кандидатов, которые смогли дойти до финальной стадии отбора.
Всего в колледже около десятка стипендиатов, которые могут жить и учиться в Оксфорде бесплатно. В 2011 году размер ежегодной стипендии составил более 14 000 фунтов стерлингов. Первоначальная сумма выплачивается в течение первых двух лет. Затем она может меняться в зависимости от того, как стипендиат относится к академической карьере.
Стипендии также выплачиваются старшим научным сотрудникам, чрезвычайным научным сотрудникам, приглашенным научным сотрудникам, стипендиатам, защитившим докторскую диссертацию, пятидесятифунтовым стипендиатам (бывшим стипендиатам, не работающим в Оксфорде) и отличившимся стипендиатам. Есть также немало стипендиатов среди профессуры университета.

## Избранная галерея стипендиатов

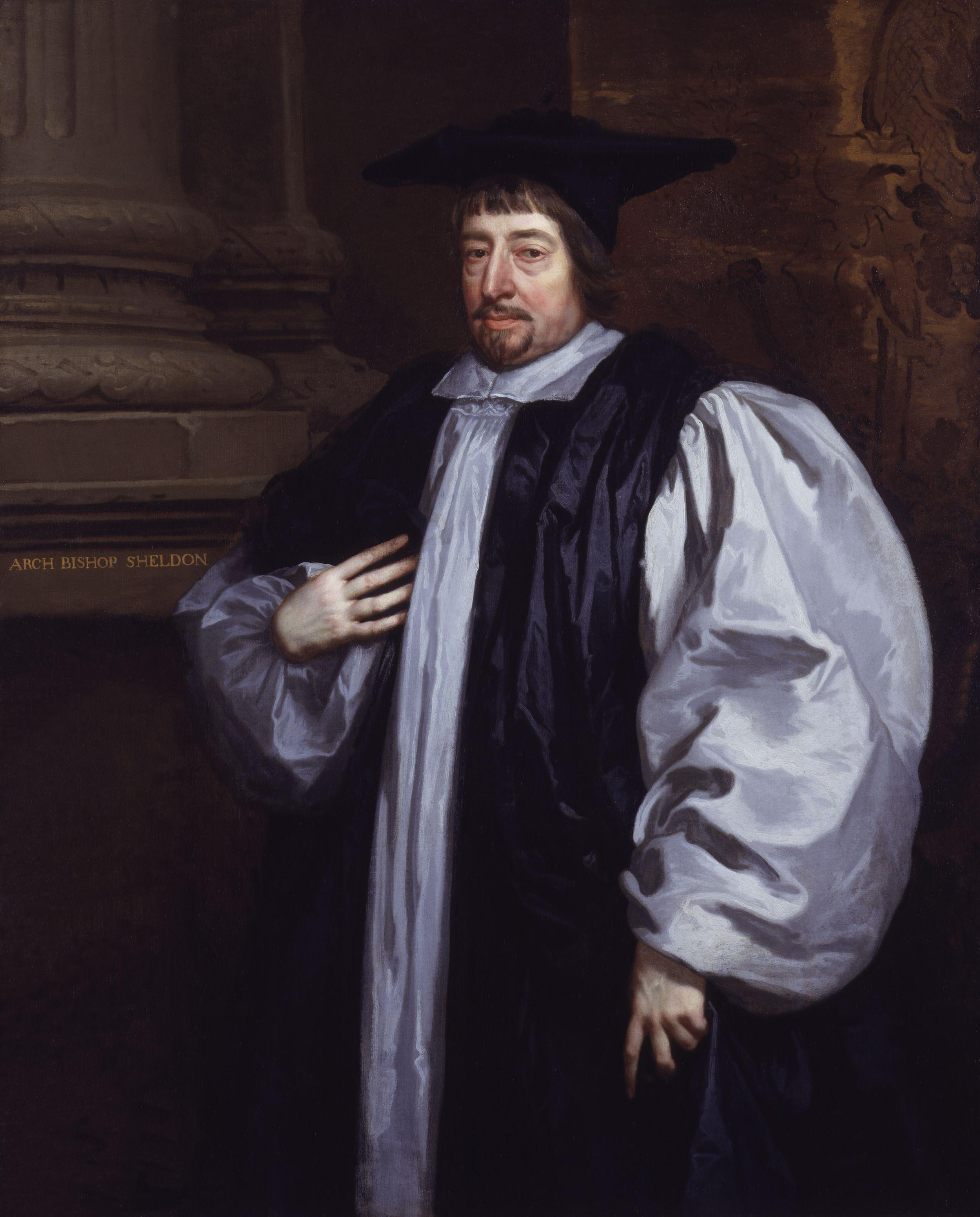
Гилберт Шелдон
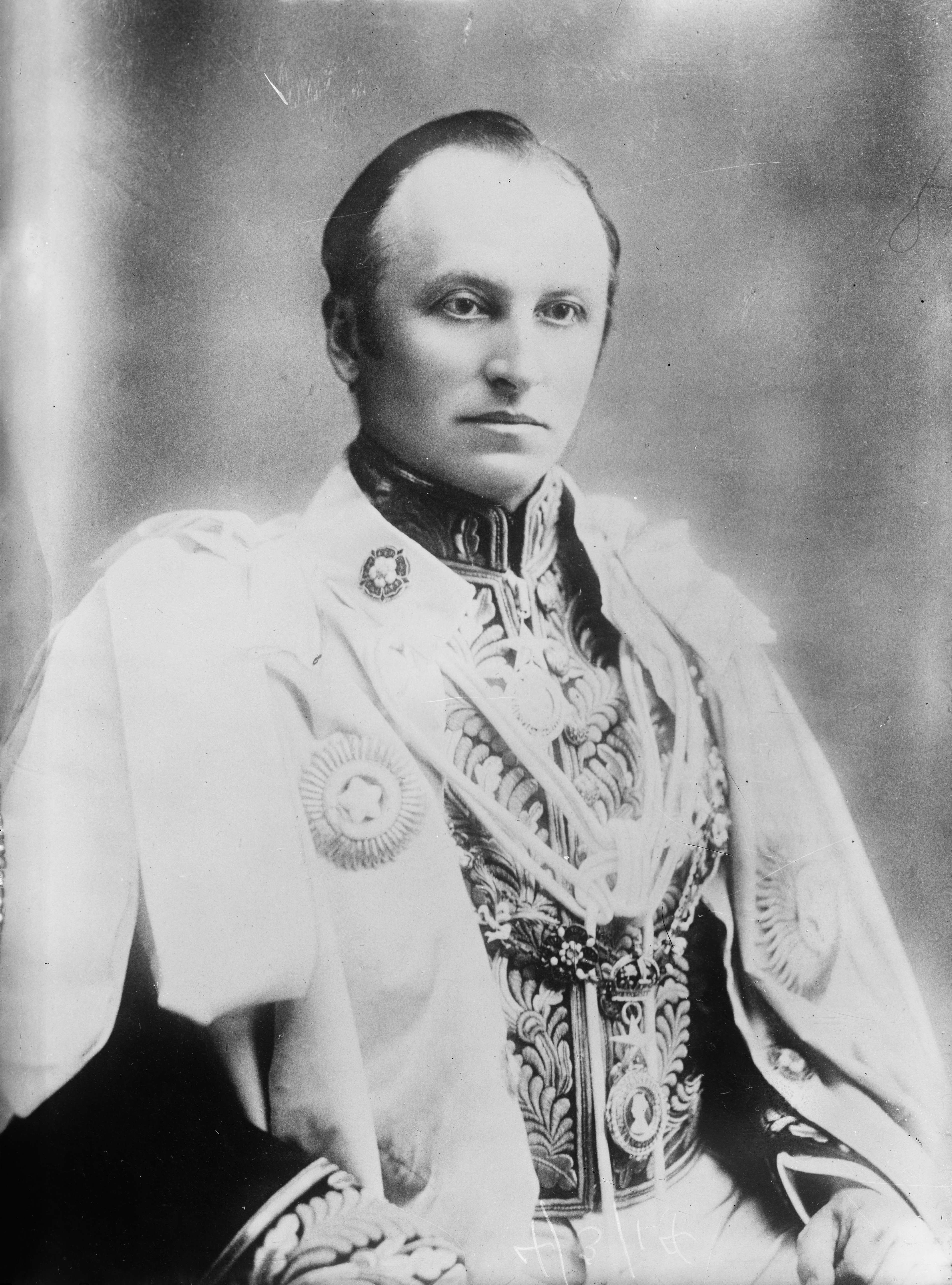
Джордж Натаниэл Керзон
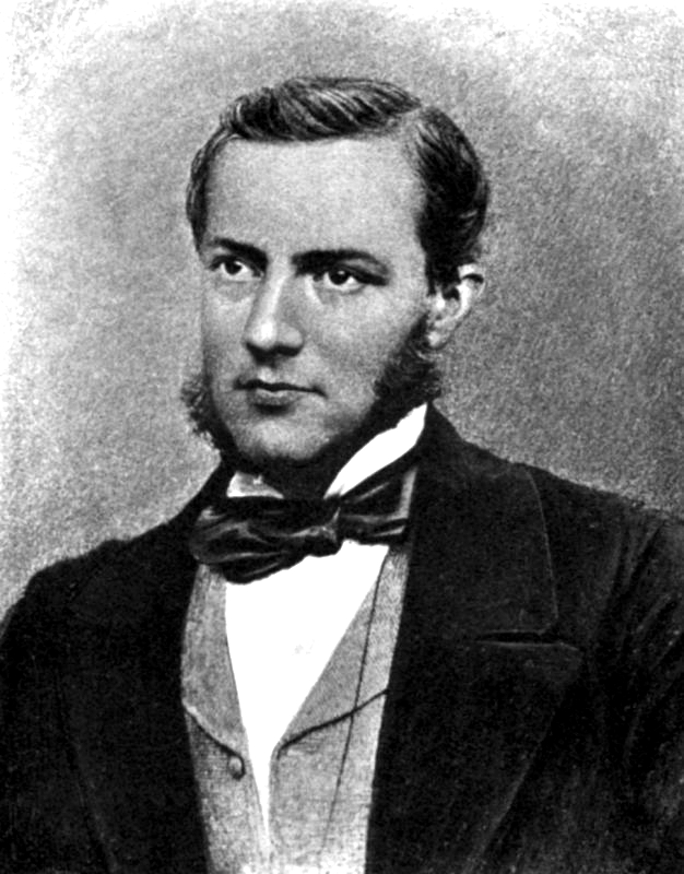
Макс Мюллер
Исайя Берлин
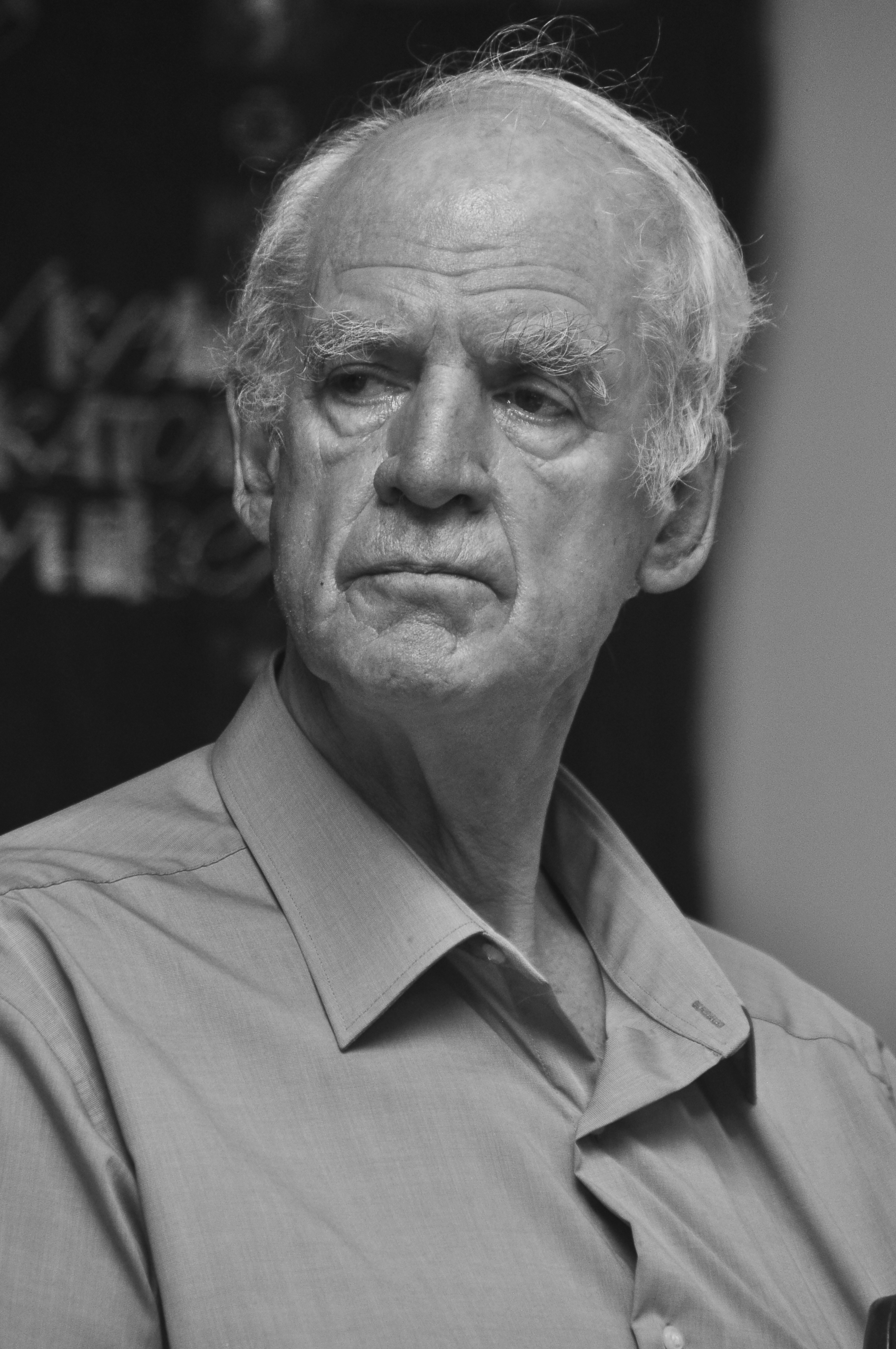
Чарльз Тейлор
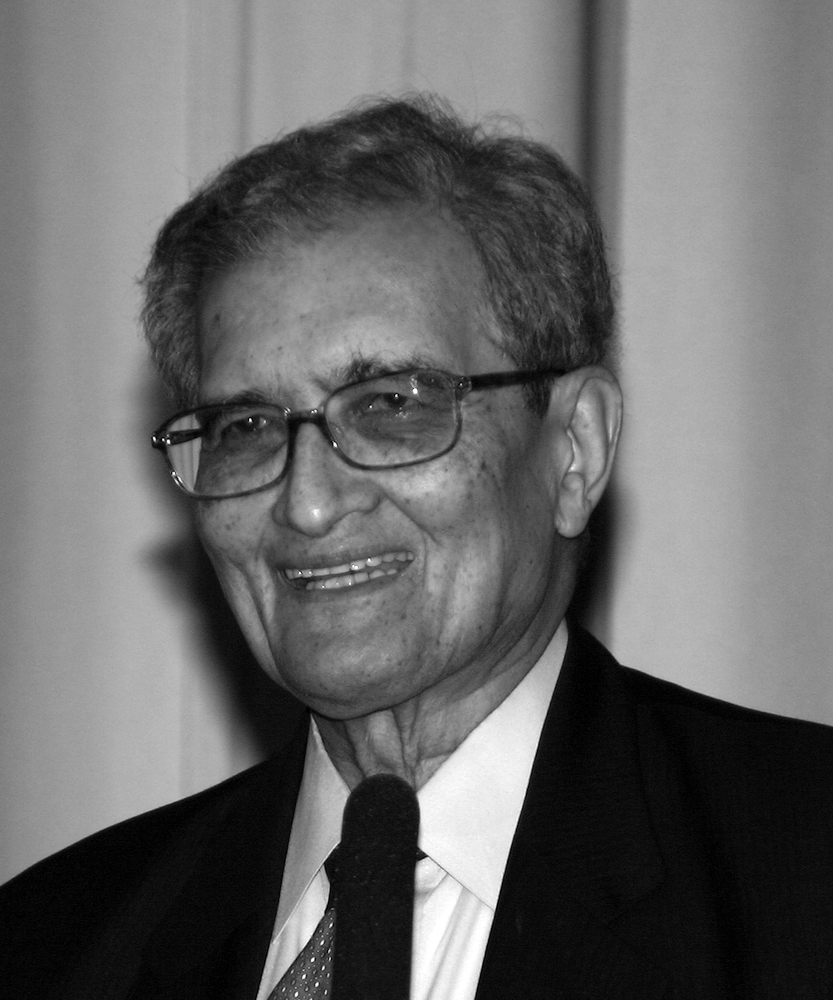
Амартия Сен
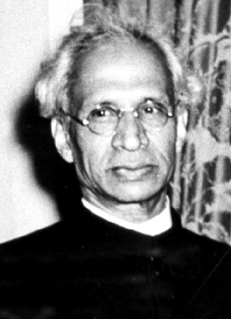
Сарвепалли Радхакришнан